# Mihaela Šarič

Mihaela "Mila" Šarič (Bjelovar, 24. rujna 1891. - Ljubljana, 14. srpnja 1977.) - slovenska kazališna glumica
Godine 1912. i 1913. pohađala je dramsku školu u Beču, zatim je dvije godine djelovala u Mostu u Češkoj. Između 1918. i 1950. bila je članica ansambla Slovenskoga narodnoga dramskoga kazališta Ljubljana i jedna od prvih profesorica na Akademiji za glumačku umjetnost u Ljubljani. Godine 1950. dobila je Prešernovu nagradu za ulogu Regan u Kralju Learu Williama Shakespearea, a 1970. za životno glumačko djelo.
Kao gošća u kazališnoj sezoni 1954./'55. nastupila je u Šentjakobskom kazalištu u Ljubljani u glavnoj ulozi Marije Stuart u istoimenoj drami Schilerove tragedije "Marija Stuart" zajedno s glumcima kao što su: Rudi Kosmač, Petr Ovsc, Ervina Petrovčič i Franc Penk, pod vodstvom Milana Petrovčiča.